# Josh Beckett
Josh Beckett (* 15. Mai 1980 in Spring, Texas) ist ein ehemaliger US-amerikanischer Baseballspieler in der MLB. Er spielte auf der Position des Pitchers. Zuletzt stand er bei den Los Angeles Dodgers unter Vertrag.
Mit den Florida Marlins konnte Beckett die World Series 2003 gewinnen und wurde anschließend zum MVP der Serie gewählt. 2007 gewann er erneut die World Series, diesmal im Trikot der Boston Red Sox.
Am 25. August 2012 wurde Josh Beckett zusammen mit First Baseman Adrian Gonzalez, Left Fielder Carl Crawford und Utility Player Nick Punto in einem Tausch an die Los Angeles Dodgers abgegeben.
Am 7. Oktober 2014 gab Beckett seinen Rücktritt bekannt.